# Francesco Uguccione
Francesco Uguccione (Urbino, 1327 – Firenze, 14 luglio 1412) è stato un cardinale italiano.

## Biografia
Ottenne il dottorato in utroque iure. Visse negli anni difficili dello scisma d'Occidente, che vide la cristianità di rito latino divisa dapprima in due e poi in tre papati.
Nel 1378 papa Urbano VI lo nominò vescovo di Faenza, e dal 1382 fu nunzio apostolico in Aragona, Castiglia, Navarra e Guascogna. Nel 1383 fu trasferito alla sede metropolitana di Benevento, ed il 28 agosto 1384 ottenne dal medesimo papa la sede metropolitana di Bordeaux, dove ebbe come competitore l'antivescovo Guillaume Bruni.
Fu creato cardinale, con il titolo dei Santi Quattro Coronati, nel concistoro del 12 giugno 1405, mantenendo in amministrazione la sede di Bordeaux fino alla morte.
Fu tra i cardinali promotori del concilio di Pisa, con il quale il collegio cardinalizio cercò di porre fine allo scisma d'Occidente, ma che invece non fece che aggravare le divisioni all'interno della cristianità occidentale. Partecipò ai conclavi che elessero gli antipapi dell'obbedienza pisana Alessandro V e Giovanni XXIII.
Morì a Firenze il 14 luglio 1412 e venne sepolto nella chiesa di Santa Maria Nova a Roma.